# Czart wydmowiec

Samica składająca jaja do gniazda błonkówki

Czart wydmowiec (Thyridanthrax fenestratus) – gatunek muchówki z rodziny bujankowatych i podrodziny Exoprosopinae. Zamieszkuje krainę palearktyczną, od Europy Zachodniej po Chiny. Osobniki dorosłe odżywiają się nektarem. Larwy są parazytoidami błonkówek z rodzin grzebaczowatych i nękowatych.

## Taksonomia
Gatunek ten opisany został po raz pierwszy w 1814 roku przez Carla Fredrika Falléna pod nazwą Anthrax fenestrata. Jako miejsce typowe wskazano Szwecję. Bywał klasyfikowany w rodzaju Hemipenthes.

## Morfologia

### Owad dorosły
Muchówka o ciele długości od 8 do 13 mm.
Głowę ma półkulistą w widoku bocznym i niemal okrągłą patrząc od przodu. Ubarwiona jest ona czarno z brunatnoczarnymi: potylicą, czołem i środkową częścią twarzy. Owłosienie głowy jest krótkie, w większości czarne, żółte włoski rosną na bokach twarzy i krawędzi perystomu. Twarz jest dziobowato przedłużona. Czułki mają człon trzeci o kształcie kulistym i długości większej niż dwa poprzednie. Oczy złożone mają kształt nerkowaty. Wąski ryjek zaopatrzony jest w smukłe labellum i walcowate głaszczki.
Tułów jest czarnobrunatny z czerwonobrunatną tarczką, porośnięty włoskami czarnymi, brunatnymi i białymi. Czarne łuseczki tułowiowe obrzeżone są białymi łuskami. Ubarwienie przezmianek jest żółte. Skrzydła mają w części nasadowo-przedniej rozległe zaczernienie, w obrębie którego występują przejrzyste okienka. Kolor plumuli jest biały. Odnóża są czerwonożółte z brunatnoczarnymi udami tylnej pary. Mają golenie pozbawione kolców, a stopy pozbawione przylg i zwieńczone prostej budowy pazurkami. Przednia para odnóży jest wyraźnie zredukowana.
Odwłok jest krótko-owalny. Oskórek odwłoka jest czarny z brunatnożółto rozjaśnionymi tylnymi krawędziami sternitów. Występują na nim włoski czarne, brunatne, żółte i białe. Tergity pierwszy, trzeci, czwarty, piąty i szósty mają na tylnych brzegach wąskie przepaski z włosków złociście żółtych. Tergity pierwszy, drugi, czwarty i piąty mają białe owłosienie boków. Plamy z białych łusek występują na bokach tergitów trzeciego i czwartego oraz na środku szóstego. Samica ma pokładełko ze złotożółtymi kolcami.

### Larwa
Larwa ma matowobiałe, chropowate ciało o segmentach pozbawionych wyrostków czy płatów, z nieco tylko wystającymi dobrzusznie częściami tylnymi. Na słabo widocznej głowie zesklerotyzowany jest tylko brązowawy aparat gębowy. Wydatne i ostre żuwaczki mają po trzy skierowane ku tyłowi zęby i dobrze zaznaczone płaty nasadowe. Kształt wargi górnej jest trapezowaty, natomiast warga dolna jest słabo zaznaczona. Dwuczłonowe głaszczki szczękowe mają po trzy narządy zmysłowe, dwa wydłużone i jeden płaski. Czułki są krótkie, dwuczłonowe. Przetchlinki umieszczone są na przedpleczu i przedniej części ostatniego segmentu odwłoka. Ostatni segment odwłokowy ma silnie zwężony wierzchołek z okrągłym odbytem.

## Ekologia i występowanie
Owad ten zasiedla stanowiska nasłonecznione o piaszczystym podłożu, skąpo porośniętym roślinnością. Owady dorosłe są aktywne od lipca do września. Odżywiają się nektarem. Przysiadają na glebie lub nisko nad nią. Larwy wykazują nadpasożytnictwo. Są parazytoidami gniazdujących w piaszczystym podłożu błonkówek z rodziny grzebaczowatych i nękowatych, w tym szczerklin (Ammophila), nęków (Sphex), Pemphredon fabricii i Trypoxylon deceptorium; błonkówki te same są parazytoidami innych owadów.
Gatunek palearktyczny. W Europie znany jest z Portugalii, Hiszpanii, Wielkiej Brytanii, Francji, Belgii, Luksemburga, Holandii, Niemiec, Szwajcarii, Austrii, Włoch, Danii, Szwecji, Norwegii, Finlandii, Estonii, Łotwy, Litwy, Polski, Białorusi, Ukrainy, Słowacji, Węgier, Rumunii, Mołdawii, Bułgarii, Słowenii, Chorwacji, Bośni i Hercegowiny, Serbii, Albanii, Grecji oraz europejskiej części Rosji. W Afryce Północnej zamieszkuje Maroko, Algierię. Libię i Egipt. W Azji znany jest z Turcji, Gruzji, Armenii, Azerbejdżanu, Kazachstanu, Uzbekistanu, Turkmenistanu, Tadżykistanu, Kirgistanu, Iranu, Mongolii oraz północnej części Chin.